# Rostraria
Rostraria es un género de hierbas anuales, que son nativas de Eurasia y Norte de África y se encuentran ampliamente naturalizadas por cualquier zona.

## Descripción
Plantas herbáceas anuales, con formas cespitosas agrupadas libremente. Las cañas se encuentran erectas, o geniculadas alcanzando de 15 a 30 cm de largo y de 2 a 5 nodos. Las hojas bracteales son pubescentes. La lígula es una membrana eciliada de 0.5 a 1 milímetros de largo. Las hojas son láminas de 2 a 10 cm de largo y 1.5 a 3 milímetros de ancho, flácidas, pubescentes en la superficie con ápice precipitadamente agudo y endurecido. Inflorescencia en panículas. <

## Taxonomía
El género fue descrito por Carl Bernhard von Trinius y publicado en Fundamenta Agrostographiae 149, pl. 13. 1820[Jan]. La especie tipo es: Rostraria pubescens Trin. 

## Especies
Las especies de este género:
- Rostraria amblyantha (Boiss.) J.Holub -- Preslia 70(2): 110 (1998):. (IK)
- Rostraria azorica S.Hend. -- Bot. J. Linn. Soc. 141(1): 126 (2003). (IK)
- Rostraria balansae (Coss. & Durand) Holub -- Folia Geobot. Phytotax. 9 (3): 271 (1974). (IK)
- Rostraria berythea (Boiss. & Blanche) Holub -- Folia Geobot. Phytotax. 9 (3): 271 (1974). (IK)
- Rostraria brachystachya (DC.) Holub -- Folia Geobot. Phytotax. 9(3): 271. 1974 (IK)
- Rostraria clarkeana (Domin) Holub -- Folia Geobot. Phytotax. 9(3): 271. 1974 (IK)
- Rostraria cristata (L.) Tzvelev -- Novosti Sist. Vyssh. Rast. 7: 47. 1971 [1970 publ. 1971] (IK) 
  - Rostraria cristata subsp. glabriflora (Trautv.) Tzvelev -- Novosti Sist. Vyssh. Rast. 7: 47 (1970 publ. 1971). (IK)
  - Rostraria cristata subsp. obtusiflora (Boiss.) Tzvelev -- Novosti Sist. Vyssh. Rast. 7: 48 (1970 publ. 1971). (IK)
  - Rostraria cristata var. pubiglumis Tzvelev -- Novosti Sist. Vyssh. Rast. 7: 48 (1970 publ. 1971). (IK)
  - Rostraria cristata subsp. subcapitata (Kuntze) Tzvelev -- Konspekt Fl. Kavkaza 2: 294. 2006
  - Rostraria cristata var. subcapitata (Kuntze) Tzvelev -- Novosti Sist. Vyssh. Rast. 7: 48 (1970 publ. 1971). (IK)
- Rostraria festucoides (Link) Romero Zarco -- Lagascalia 18(2): 310 (1996):. (IK)
- Rostraria fuscescens (Pomel) Holub -- Folia Geobot. Phytotax. 9(3): 271. 1974 (IK)
- Rostraria glabriflora (Trautv.) Czerep. -- Sosud. Rast. SSSR: 383 (1981):. (IK)
- Rostraria hispida (Savi) M.Doğan -- Notes Roy. Bot. Gard. Edinburgh 40(3): 509. 1983 (IK)
- Rostraria laevis Trin. -- Fund. Agrost. (Trinius) 150. 1820 (IK)
- Rostraria litorea (All.) Holub -- Folia Geobot. Phytotax. 9(3): 271. 1974 (IK) 
  - Rostraria litorea subsp. salzmannii (Boiss.) O.Bolòs & Vigo -- Fl. Països Catalans 4: 471 (2001). (IK)
- Rostraria neglecta (Savi) Holub -- Folia Geobot. Phytotax. 9(3): 271. 1974 (IK)
- Rostraria obtusiflora (Boiss.) Holub -- Folia Geobot. Phytotax. 9(3): 271. 1974 (IK) 
  - Rostraria obtusiflora subsp. amblyantha (Boiss.) M.Doğan -- Notes Roy. Bot. Gard. Edinburgh 40(3): 509. 1983 (IK)
- Rostraria parviflora (Desf.) Holub -- Folia Geobot. Phytotax. 9(3): 271. 1974 (IK)
- Rostraria phleoides (Desf.) Holub -- Folia Geobot. Phytotax. 9(3): 271. 1974 (IK)
- Rostraria pubescens Trin. -- Fund. Agrost. (Trinius) 150. 1820 (IK)
- Rostraria pumila (Desf.) J.Holub -- Folia Geobot. Phytotax. 11(1): 83. 1976 (IK) 
  - Rostraria pumila subsp. fuscescens (Pomel) H.Scholz & Valdés -- Willdenowia 36(2): 663. 2006 [30 Oct 2006]
  - Rostraria pumila var. glabrescens (Täckh.) Hosni -- in Taeckholmia, 11: 53 (1988):. (IK)
- Rostraria recurviflora (Br.-Bl. & Wilczek) Holub -- Folia Geobot. Phytotax. 9(3): 271. 1974 (IK)

- Rostraria rohlfsii (Asch.) Holub -- Folia Geobot. Phytotax. 9(3): 272. 1974 (IK)
- Rostraria salzmannii (Boiss. & Reut.) Holub -- Folia Geobot. Phytotax. 9(3): 272. 1974 (IK) 
  - Rostraria salzmannii subsp. cossoniana (Domin) D.Rivera & M.A.Carreras -- in An. Biol. Fac. Biol. Univ. Murcia, 13: 28 (1987):. (IK)
  - Rostraria salzmannii subsp. maroccana (Domin) H.Scholz -- Willdenowia 28(1–2): 172. 1998 (IK)
- Rostraria smyrnacea (Trin.) H.Scholz -- Willdenowia 19(1): 109. 1989 (IK)
- Rostraria trachyantha (Phil.) Soreng -- Contr. U.S. Natl. Herb. 48: 604 (Oct. 2003).[3][4][5]